# Hipódromo de Ruidoso Downs
El Hipódromo de Ruidoso Downs (en inglés: Ruidoso Downs Race Track) es una pista de carreras de caballos en la localidad de Ruidoso Downs, en el estado de Nuevo México al sur de los Estados Unidos. En la instalación se celebran carreras de caballos en diversas modalidades o estilos, en particular el All American Futurity, la carrera más rica en su clase de las carreras de caballos realizadas en el país.